# Cerco de La Rochelle (1627–1628)
O Cerco de La Rochelle, ou, nas suas formas portuguesas de Rochela ou de Arrochela, ordenado por Luís XIII de França e comandado pelo Cardeal de Richelieu, começa em 10 de Setembro de 1627 e acaba com a capitulação da cidade, em 28 de Outubro de 1628.

## Origens
Se o Édito de Nantes levou a paz ao reino de França, teve também o efeito de criar um Estado dentro do Estado. A ameaça que enfrenta o poder do rei é bem real e Richelieu pretende reduzi-la a nada. Graças ao édito de Henrique IV, La Rochelle torna-se um alto posto da Igreja reformada da França. Este porto, último local de segurança dos huguenotes, recebe por mar o auxílio dos ingleses, prontos a intervir quando se trata de colocar em perigo o poder de seu grande rival histórico, a França. O maior receio de Richelieu é que esta praça forte torne-se uma espécie de bastião de onde os protestantes, ajudados financeiramente pelos ingleses, poderiam amparar-se de todo o território francês. Richelieu toma então a decisão de tomar La Rochelle.

## Início do cerco

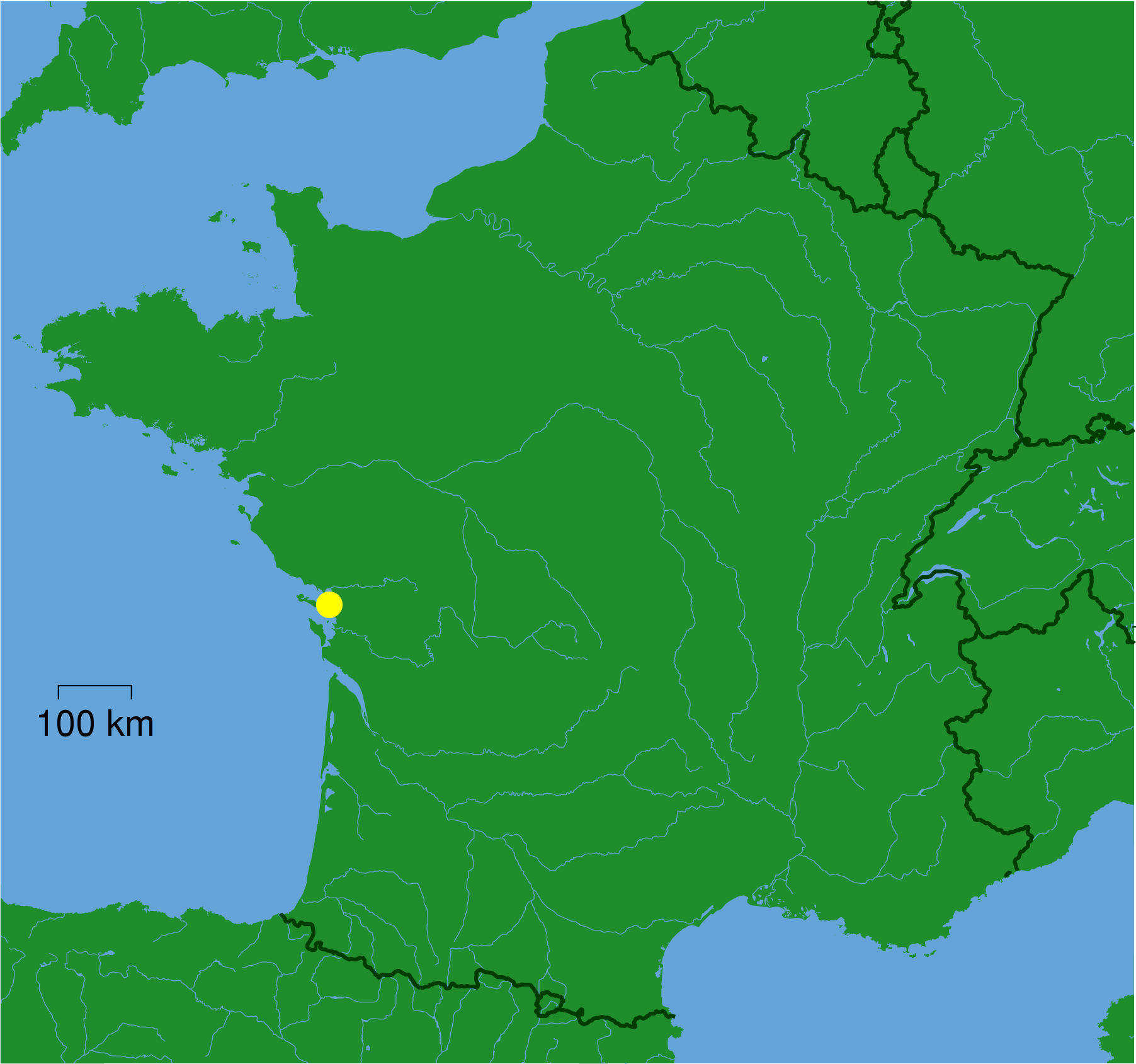
Localização de La Rochelle

La Rochelle é sustentada pelos ingleses não só por ser uma cidade protestante, mas também por frear o desenvolvimento da marinha francesa. George Villiers, 1.° Duque de Buckingham, zarpa do porto de Portsmouth com 110 naus e 6 mil homens. Ao tomar conhecimento disso, Richelieu serve-se deste pretexto para decretar o estado de cerco da cidade e faz fortificar as ilhas de Ré e Oléron. A armada real coloca seus 20 mil homens ao redor da cidade, cortando todas as vias de comunicação terrestres. Os reforços só podem vir agora por mar.

## Odique
Buckingham instala-se a princípio na Ilha de Ré, em 2 de Julho de 1627. Apesar de ser também protestante, a ilha não se havia juntado à rebelião contra o rei. O duque é expulso da ilha por Henrique de Schomberg e Toiras, e depois derrotado no mar em 17 de Novembro. Acaba por voltar sem glórias para a Inglaterra. Para evitar que La Rochelle seja revitalizada por mar, Richelieu empreende a construção por 4 mil operários de um dique de 500 metros de comprimento por 20 de altura. Os alicerces repousam sobre os navios abatidos e naufragados. Canhões apontados para o largo são dispostos como reforço.

## A agonia

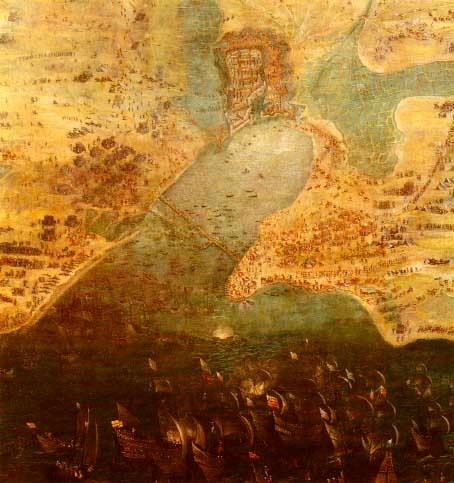
O cerco de La Rochelle, segundo uma gravura de Jacques Callot

Os víveres começam a acabar e os navios ingleses mandados em auxílio são obrigados a fazer meia-volta. A decisão então é tomada de fazer sair da cidade as "bocas inúteis". Desta forma, são expulsos velhos, mulheres e crianças. Mantidos à distância pelas tropas reais, eles erram durante dias sem recursos e sucumbem de privação. Mais duas expedições inglesas fracassam. Os habitantes de La Rochelle são constrangidos a comer o que lhes restava: cavalos, cães, gatos. Quando a cidade termina por se render, só restam 5,5 mil sobreviventes dos 28 mil habitantes, a quem o rei Luís XIII concede perdão. Devem, no entanto, fornecer um certificado de batismo e as muralhas são arrasadas. Estima-se que, se La Rochelle não tivesse sido cercada, hoje ultrapassaria o milhão de habitantes, fazendo dela uma das principais cidades da França.
A capitulação é incondicional. Pelos termos da Paz de Alès de 28 de Junho de 1629, os huguenotes perderam seus direitos políticos, militares e territoriais, mas conservarão a liberdade de culto garantida pelo Édito de Nantes.

## Literatura

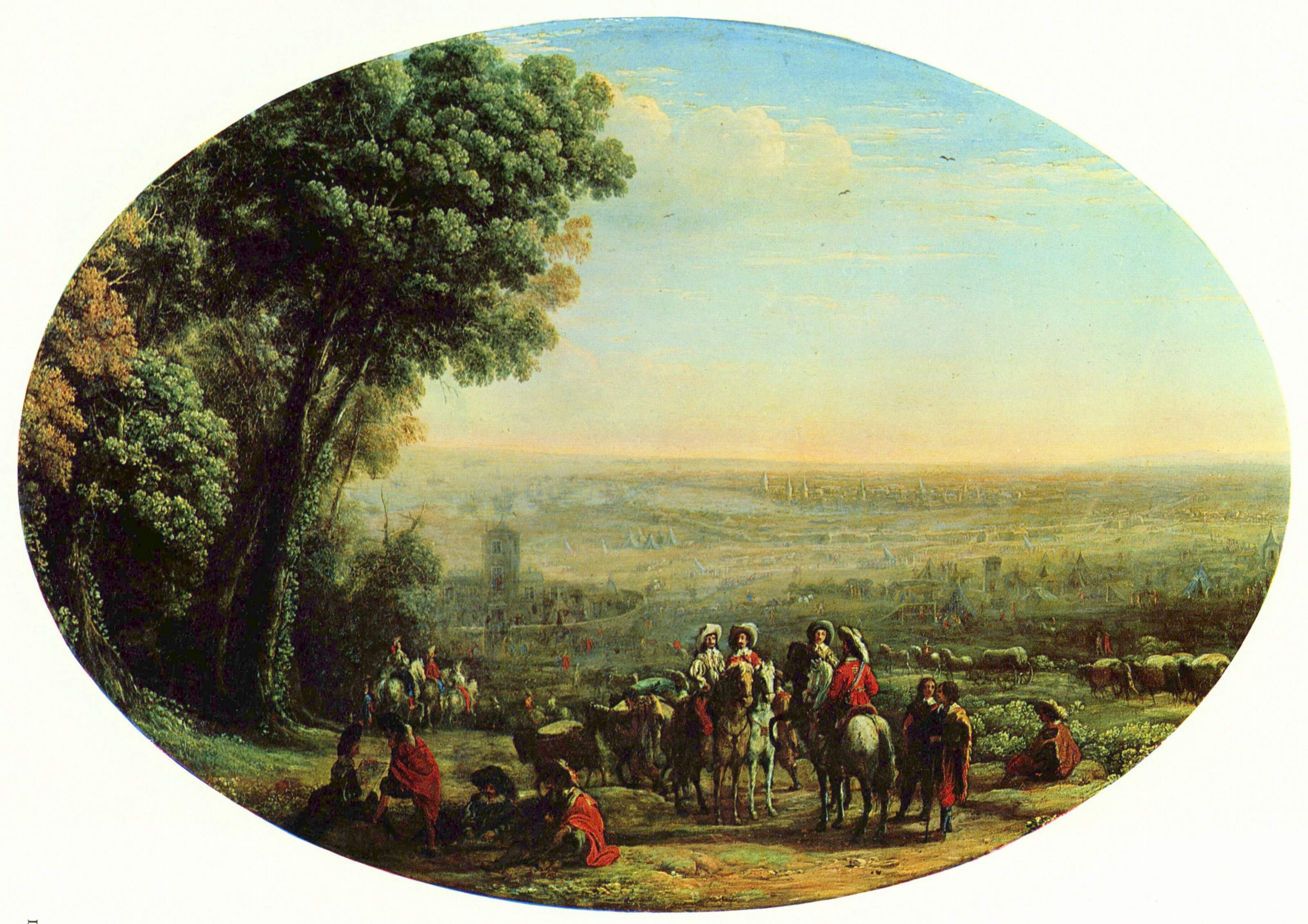
O cerco de La Rochelle, Claude Lorrain, 1631

Alexandre Dumas ampara-se deste episódio da História da França para dele fazer um dos capítulos do célebre romance histórico "Os Três Mosqueteiros". Toma, entretanto, algumas liberdades históricas: não hesita em deslocar a narrativa no tempo e colocar nela o personagem d'Artagnan. No entanto, o verdadeiro d'Artagnan, na época com quinze anos de idade, jamais tomou parte nestes acontecimentos.